# Douglas Silva
Douglas Silva Delfino, noto semplicemente come Douglas Silva (Porto Alegre, 22 aprile 1983), è un ex calciatore brasiliano, di ruolo centrocampista.

## Caratteristiche tecniche
Gioca come centrocampista offensivo e seconda punta.

## Carriera

### Club
Nel 2002 debuttò con la maglia del Grêmio a 19 anni, giocando contro il Botafogo; nel 2005 lasciò il Grêmio per trasferirsi al São José; nel 2007 è passato al Coritiba.

## Palmarès

### Club

#### Competizioni nazionali
- Campionato brasiliano di seconda divisione: 1

Coritiba: 2007

#### Competizioni statali
- Campionato Paranaense: 1

Coritiba: 2008